# Giải thưởng Âm nhạc Mỹ cho Nam nghệ sĩ Đồng quê được yêu thích nhất
Giải thưởng Âm nhạc Mỹ cho hạng mục Nam nghệ sĩ Đồng quê được Yêu thích Nhất bắt đầu được trao tặng kể từ năm 1974.
Hạng mục này tôn vinh những nam nghệ sĩ nhạc Đồng quê xuất sắc của năm trước đó (từ 2003 trở đi khi các giải thưởng đã được trao vào tháng 11 cùng năm).
Nghệ sĩ giành chiến thắng nhiều nhất trong hạng mục này là Garth Brooks với 8 lần thắng cuộc.

## Thập niên 2010
- Giải thưởng Âm nhạc Mỹ năm 2011
  - Blake Shelton
- Giải thưởng Âm nhạc Mỹ năm 2010
  - Brad Paisley

## Thập niên 2000
- Giải thưởng Âm nhạc Mỹ năm 2009
  - Keith Urban
- Giải thưởng Âm nhạc Mỹ năm 2008
  - Brad Paisley
- Giải thưởng Âm nhạc Mỹ năm 2007
  - Toby Keith
- Giải thưởng Âm nhạc Mỹ năm 2006
  - Toby Keith
- Giải thưởng Âm nhạc Mỹ năm 2005
  - Tim McGraw
- Giải thưởng Âm nhạc Mỹ năm 2004
  - Toby Keith
- Giải thưởng Âm nhạc Mỹ năm 2003 (tháng 11)
  - Tim McGraw
- Giải thưởng Âm nhạc Mỹ năm 2003
  - Tim McGraw
- Giải thưởng Âm nhạc Mỹ năm 2002
  - Tim McGraw
- Giải thưởng Âm nhạc Mỹ năm 2001
  - Tim McGraw
- Giải thưởng Âm nhạc Mỹ năm 2000
  - Garth Brooks

## Thập niên 1990
- Giải thưởng Âm nhạc Mỹ năm 1999
  - Garth Brooks
- Giải thưởng Âm nhạc Mỹ năm 1998
  - George Strait
- Giải thưởng Âm nhạc Mỹ năm 1997
  - Garth Brooks
- Giải thưởng Âm nhạc Mỹ năm 1996
  - Garth Brooks
- Giải thưởng Âm nhạc Mỹ năm 1995
  - Garth Brooks
- Giải thưởng Âm nhạc Mỹ năm 1994
  - Garth Brooks
- Giải thưởng Âm nhạc Mỹ năm 1993
  - Garth Brooks
- Giải thưởng Âm nhạc Mỹ năm 1992
  - Garth Brooks
- Giải thưởng Âm nhạc Mỹ năm 1991
  - George Strait
- Giải thưởng Âm nhạc Mỹ năm 1990
  - Randy Travis

## Thập niên 1980
- Giải thưởng Âm nhạc Mỹ năm 1989
  - Randy Travis
- Giải thưởng Âm nhạc Mỹ năm 1988
  - Randy Travis
- Giải thưởng Âm nhạc Mỹ năm 1987
  - Willie Nelson
- Giải thưởng Âm nhạc Mỹ năm 1986
  - Willie Nelson
- Giải thưởng Âm nhạc Mỹ năm 1985
  - Kenny Rogers
- Giải thưởng Âm nhạc Mỹ năm 1984
  - Willie Nelson
- Giải thưởng Âm nhạc Mỹ năm 1983
  - Kenny Rogers
- Giải thưởng Âm nhạc Mỹ năm 1982
  - Willie Nelson
- Giải thưởng Âm nhạc Mỹ năm 1981
  - Kenny Rogers
- Giải thưởng Âm nhạc Mỹ năm 1980
  - Kenny Rogers

## Thập niên 1970
- Giải thưởng Âm nhạc Mỹ năm 1979
  - Kenny Rogers
- Giải thưởng Âm nhạc Mỹ năm 1978
  - Conway Twitty
- Giải thưởng Âm nhạc Mỹ năm 1977
  - Charley Pride
- Giải thưởng Âm nhạc Mỹ năm 1976
  - John Denver
- Giải thưởng Âm nhạc Mỹ năm 1975
  - Charlie Rich
- Giải thưởng Âm nhạc Mỹ năm 1974
  - Charley Pride